# Olga Erastowna Osarowskaja

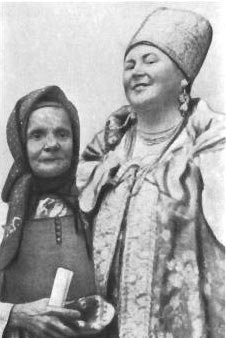
Olga Erastowna Osarowskaja (rechts) mit Marija Kriwopolenowa (1915)

Olga Erastowna Osarowskaja (russisch Ольга Эрастовна Озаровская; * 13. Junijul. / 25. Juni 1874greg. in St. Petersburg; † 12. Juni 1933 in Frunse) war eine russische bzw. sowjetische Folkloristin.

## Leben
Osarowskaja, Tochter des Offiziers Erast von Osarowski und seiner Frau Warwara Petrowna, studierte in St. Petersburg in der Mathematik-Fakultät der Höheren Bestuschew-Kurse für Frauen mit Abschluss 1897. Ab 1898 war sie als Laborantin im St. Petersburger Hauptamt für Maße und Gewichte Studentin und Assistentin Dmitri Mendelejews. Da Frauen nicht Staatsangestellte werden konnten, überredete Mendelejew den Finanzminister und künftigen Premierminister Graf Sergei Witte, von Kaiser Nikolaus II. einen Ukas für die Anstellung einer Frau im Amt für Maße und Gewichte zu erwirken. Sie heiratete Mendelejews Mitarbeiter Wassili Dmitrijewitsch Saposchnikow (1866–1910) und bekam im Mai 1901 den Sohn Wassilko.
Neben ihrer Arbeit trat Osarowskaja in Laienspiel-Kreisen auf. Nach dem Tod Mendelejews verließ sie 1908 das Amt für Maße und Gewichte und trat nun im Kabarett-Theater Zerrspiegel beim St. Petersburger Theaterclub auf. Zu ihrem 1908 veröffentlichten Repertoire gehörten Marchen und komische Kurzgeschichten, aber auch Lieder mit Witzen und Sprichwörtern, die sie auf einer Reise in das Gouvernement Olonez notiert hatte. Ihre Darstellungskunst verhalf ihr zu einem hohen Bekanntheitsgrad. Zu ihren Freunden gehörten Wladimir Majakowski, Alexander Blok, Anatoli Lunatscharski, Konstantin Stanislawski, Sergei Konjonkow, Konstantin Igumnow, Wassili Katschalow, Igor Iljinski, Dmitri Mamin-Sibirjak, Kornei Tschukowski, Boris Trojanowski, Dmitri Uschakow, Natalija Saz und Jelena Alexandrowna Spendiarowa (Tochter Aleksandr Spendiarjans und verheiratet mit Wladimir Mjassischtschew).
Osarowskaja verließ 1909 den Zerrspiegel und ging 1910 nach Moskau, wo sie in den Höheren Guerrier-Kursen für Frauen und an der 1908 eröffneten Städtischen Moskauer Schanjawski-Volksuniversität Rezitation lehrte. Ab 1910 gab sie Vorstellungen mit eigenen Programmen, bei denen sie außer russischen Klassikern Volksepen und russische Märchen vortrug. Sie trat in Bauerntrachten auf, die sie bei ihren Expeditionen in vielen Dörfern gesammelt hatte. In Moskau gründete sie 1911 das Studio „Lebendiges Wort“. Sie bereitete 1913–1914 den Morgen der Volkspoesie vor und führte ihn dann durch. Ihre Schule der Rezitation erschien 1914.
Im Ersten Weltkrieg besuchte Osarowskaja 1915 den Folkloristen Boris Schergin in Archangelsk, um im Gouvernement Archangelsk folkloristisches Material zu sammeln. Bei den Bauern stellte sie Kenntnisse der russischen Literatur fest, die meistens Analphabeten waren. An der Pinega in einem Dorf bei der Siedlung Pinega traf sie bei einer befreundeten Bäuerin die bekannte Folkloristin Marija Kriwopolenowa, deren Werk der Folklorist Alexander Grigorjew beschrieben hatte und bisher keine Aufmerksamkeit fand. Sie war beeindruckt von Kriwopolenowas Fähigkeit, Geschichten zu erzählen, sodass sie sie nach Moskau holte und mit ihr etwa 60 Vorstellungen in ganz Russland organisierte und sie auf ihren Reisen begleitete. 1916 veröffentlichte sie ein Buch über Kriwopolenowas Wirken. In einem am 19. März 1983 in der Literaturnaja gaseta veröffentlichten Brief Boris Pasternaks an Osarowskaja erinnert er sich an eine Vorstellung Osarowskajas mit Kriwopolenowa im Moskauer Polytechnischen Museum.
Nach der Oktoberrevolution führte Osarowskaja in Moskau ein Rezitationsseminar mit den Werken Alexander Puschkins. In den 1920er Jahren schrieb sie Essays über ihre folkloristische Arbeit für verschiedene Zeitschriften und fasste in einem Sammelband ihre Ergebnisse  und Aufzeichnungen über die mündliche Volkskunst des Nordens zusammen, der 1931 erschien. Ihre Erinnerungen an den großen Chemiker Mendelejew wurden 1929 veröffentlicht.
Osarowskaja war Korrespondierendes Mitglied der Staatlichen Akademie der Kunstwissenschaften in Moskau und Mitglied der Gesellschaft der Liebhaber der Russischen Literatur der Universität Moskau.
In vorgerücktem Alter begann Osarowskaja zu erblinden. Sie zog zu ihrem Sohn Wassilko Wassiljewitsch Osarowski (1901–1985) in Frunse, der ein bekannter Herpetologe geworden war. Sie starb dort am 12. Juni 1933 und wurde auf dem  Friedhof der ersten russischen Siedler begraben, der in den späten 1950er Jahren aufgelöst und durch ein Wäldchen ersetzt wurde. Ihr Denkmal wurde 2008 auf dem Grab ihres Sohnes aufgestellt.
Der Schauspieler und Dramaturg Juri Osarowski und der Generalmajor Alexander Osarowski waren die älteren Brüder Osarowskajas. Ein Neffe war der Kapitän Nikolai Osarowski. Der Philologe Oleg Wassilkowitsch Osarowski war ein Enkel.